# Prowincja Północna (Nowa Kaledonia)

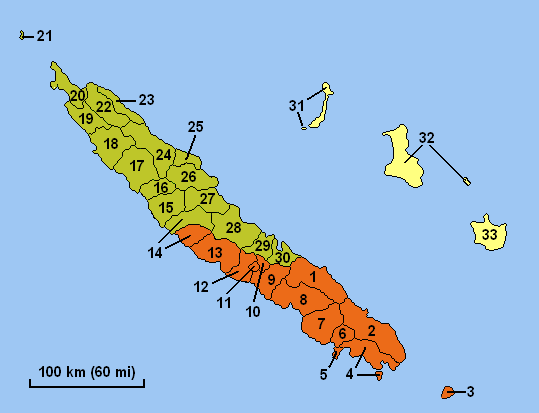
Mapa podziału administracyjnego Nowej Kaledonii
Prowincja Północna
14. Poya (część północna)
15. Pouembout
16. Koné
17. Voh
18. Kaala-Gomen
19. Koumac
20. Poum
21. Îles Belep
22. Ouégoa
23. Pouébo
24. Hienghène
25. Touho
26. Poindimié
27. Ponérihouen
28. Houaïlou
29. Kouaoua
30. Canala

Prowincja Północna (fr. Province Nord) – jedna z trzech prowincji Nowej Kaledonii. Obejmuje obszar północnej części wyspy Nowa Kaledonia oraz wysp Belep.

## Demografia
Prowincję zamieszkują następujące grupy etniczne (2009):
- Kanakowie – 73,80%,
- Europejczycy – 12,75%,
- Indonezyjczycy – 0,99%,
- Wallisyjczycy – 0,74%,
- Tahitańczycy – 0,55%,
- Ni-Vanuatu – 0,29%,
- Azjaci – 0,11%,
- Wietnamczycy – 0,10%,
- inni – 4,01%,
- pochodzenie mieszane – 5,68%.